# Rostmes
Rostmes (Poecile rufescens) är en tätting i familjen mesar som förekommer i västra Nordamerika.

## Kännetecken

### Utseende
Rostmesen är en liten till medelstor (11,5-12,5 cm) tita med typiskt för släktet svart hjässa, svart haklapp och vit kind. Fjäderdräkten är relativt mörk med mörkgrå vingar och stjärt och mörkt rödbrun rygg. Färgen på undersidan varierar, från rödbrunt på flankerna i norr till mer gråbrunt i söder. Den vita kindfläcken är relativt smal.

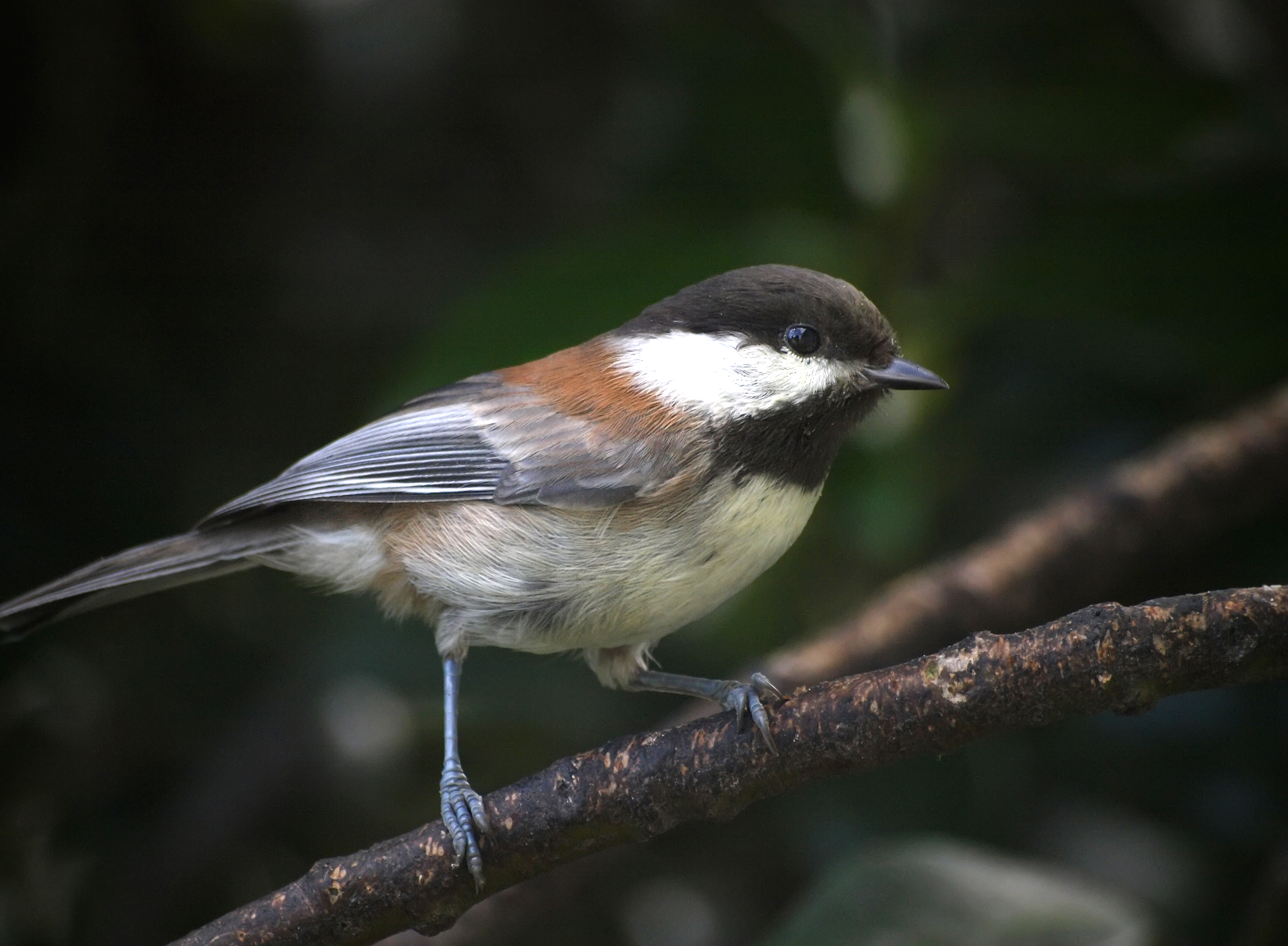

### Läten
Lätena är generellt ljusare än andra amerikanska titor. Sången består av en accelererande serie.

## Utbredning och systematik
Rostmes delas upp i tre underarter med följande utbredning:
- Poecile rufescens rufescens – förekommer ifrån Alaska till kustnära centrala Kalifornien och Sierra Nevada i norra Kalifornien
- Poecile rufescens neglectus – kustnära Kalifornien (sydvästra Marin County)
- Poecile rufescens barlowi – kustnära Kalifornien (San Francisco Bay till Santa Barbara County)

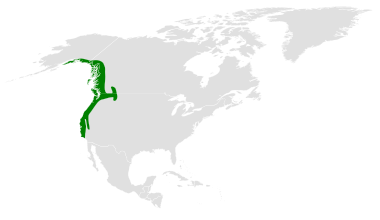
Rostmesens utbredningsområde.

Arten är närmast släkt med kanadames och lappmes.

### Släktestillhörighet
Rostmesen placerade tidigare i det stora messläktet Parus. Data från jämförande studier av DNA och morfologi visade att en uppdelning av släktet bättre beskriver mesfåglarnas släktskap varför de flesta auktoriteter idag behandlar Poecile som ett distinkt släkte.

## Levnadssätt
Rostmesen hittas i täta och fuktiga barrskogar med douglasgran, tall, amerikansk sekvoja, coloradogran och cedertuja. Den förekommer också ses i vissa lövskogar, framför allt med i pil- eller alstånd utmed vattendrag och ibland i ekskogskanter. Rostmesen besöker ofta fågelmatningar i stadsnära miljöer, men lever till största delen av insekter och andra ryggradslösa djur.

### Häckning
Fågeln häckar från mitten av mars till slutet av juni. Boet hackas ut ur en rutten trädstam eller stubbe eller placeras i ett gammalt hackspettshål. Den lägger en till två kullar med ett till elva ägg som ruvas i tolv till 18 dagar. Ungarna är flygga 18–21 dagar efter kläckning.

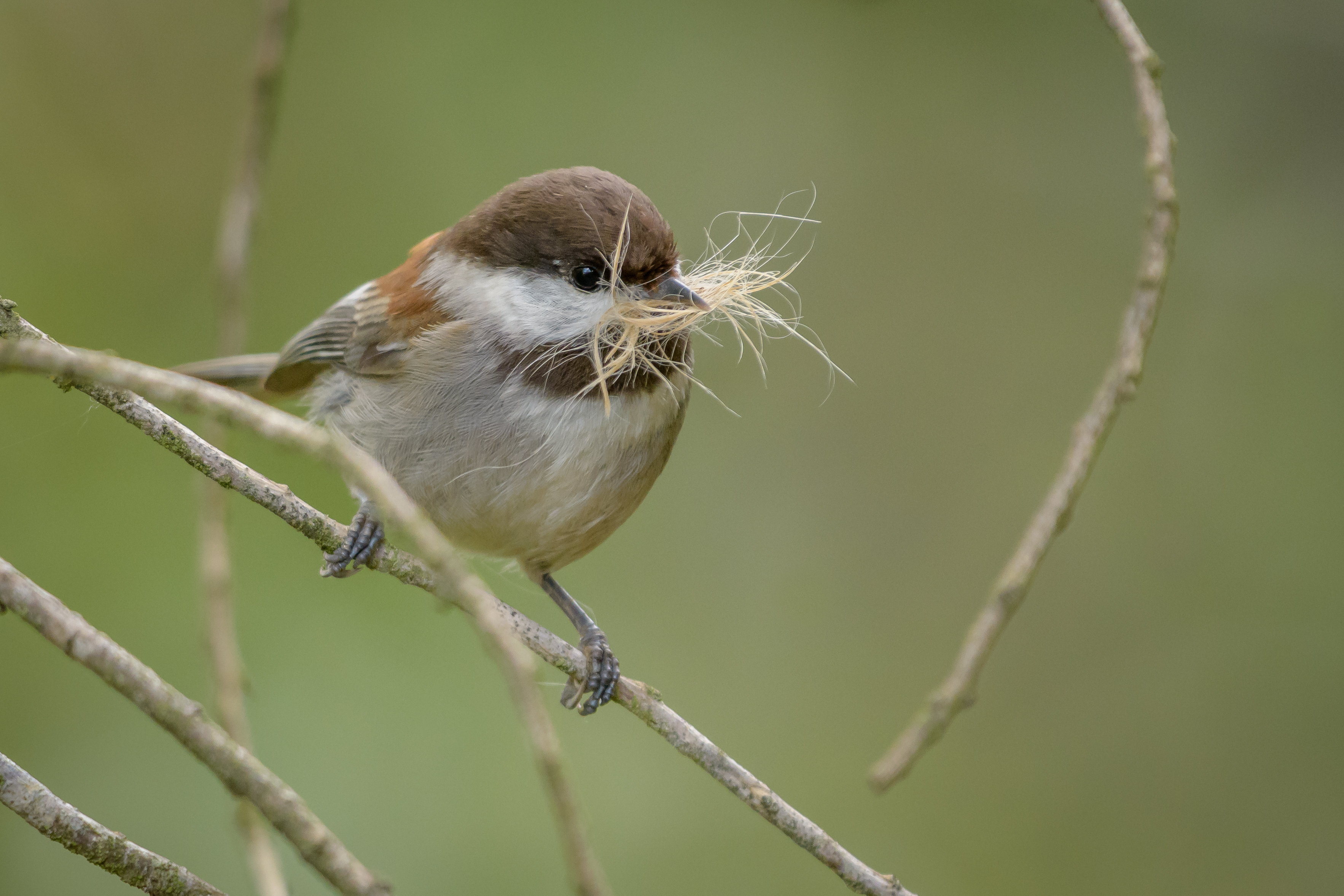
Rostmes med bomaterial i näbben.

## Status och hot
Arten har ett stort utbredningsområde och en stor population, och tros öka i antal. Utifrån dessa kriterier kategoriserar IUCN arten som livskraftig (LC). Världspopulationen uppskattas till 9,7 miljoner häckande individer.